# Yuki Arai
Yuki Arai (荒井優希 Arai Yuki, nacida el 7 de mayo de 1998) es una idol y luchadora profesional japonesa. Trabaja para Tokyo Joshi Pro Wrestling, promoción hermana de DDT Pro-Wrestling. También es miembro del grupo idol japonés SKE48.

## Carrera

### DDT Pro-Wrestling (2018; 2021–presente)
Arai hizo su debut en la lucha libre profesional en DDT Pro-Wrestling en DDT Live! Maji Manji #21 el 28 de octubre de 2018, donde compitió en una batalla real donde defendió el Campeonato Ironman Heavymetalweight que ganó dieciocho días antes en un house show donde se lo ganó a su senior de SKE48, Kaori Matsumura. El combate fue ganada por Maki Itoh y también participaron otras oponentes como Cherry, Emi Sakura, Mizuki, Saki Akai y Yuki Kamifuku. Arai continuó su carrera de lucha libre profesional después de un descanso de dos años y medio, compitiendo principalmente en la promoción hermana Tokyo Joshi Pro-Wrestling. Hizo su regreso a DDT en Never Mind 2022 el 29 de diciembre, donde formó equipo con su compañera de equipo "Reiwa Ban AA Cannon", Saki Akai, para derrotar a Saori Anou y Rika Kawahata.

### Tokyo Joshi Pro-Wrestling (2021–presente)
Arai hizo su primera aparición en Tokyo Joshi Pro-Wrestling en TJPW Yes! Wonderland 2021 el 4 de mayo, donde formó equipo con Miu Watanabe siendo derrotada contra Arisu Endo y Maki Itoh. Durante su tiempo en la promoción, persiguió varios campeonatos promovidos por ella. En TJPW Tokyo Joshi 2021 Autumn el 4 de diciembre, compitió en una batalla real para determinar la contendiente número uno para el Campeonato Internacional de Princesa ganado por Maki Itoh y que también involucraba a Hyper Misao, Nodoka Tenma, Rika Tatsumi, Shoko Nakajima, Nao Kakuta y Suzume. En TJPW Grand Princess '22 el 19 de marzo, desafió sin éxito a Itoh por el mismo título. Ganó el Campeonato en Parejas de Princesa por primera vez al hacer equipo con Saki Akai y derrotar a Magical Sugar Rabbits (Mizuki y Yuka Sakazaki) en TJPW Summer Sun Princess '22 el 9 de julio. Perdieron los títulos en TJPW Tokyo Joshi Pro '23 el 4 de enero ante Wasteland War Party (Heidi Howitzer y Max the Impaler).

## Campeonatos y logros
- DDT Pro-Wrestling
  - Ironman Heavymetalweight Championship (1 vez)

- Tokyo Joshi Pro Wrestling
  - International Princess Championship (1 vez, actual)
  - Princess Tag Team Championship (1 vez) – con Saki Akai

- Pro Wrestling Illustrated
  - Situada en el Nº108 en el PWI Female 250 en 2024.[7]